# Stéphanie Empain
Stéphanie Empain, née le 11 août 1983 à Luxembourg-Ville (Luxembourg), est une femme politique luxembourgeoise, membre du parti Les Verts (déi Gréng).

## Biographie

### Études et formations
Elle étudie les sciences politiques et obtient une maîtrise ès arts. Elle sert durant deux ans dans l'État-major de l'armée puis elle travaille six ans à la tête du bureau régional de tourisme en Ardennes luxembourgeoises,.  

### Activités professionnelles
En 2015, elle fonde sa mini-entreprise spécialisée dans les couches lavables pour nourrissons.
Depuis le 1er décembre 2018, Stéphanie Empain est présidente de la Fédération luxembourgeoise d'athlétisme. Elle remplace ainsi Claude Haagen.

### Carrière politique
Active depuis plusieurs années auprès de la section jeune du parti Les Verts, elle propose sa candidature aux élections législatives du 14 octobre 2018 à la suite de la démission de Françoise Folmer de la coprésidence du parti. À la suite des élections législatives du 14 octobre 2018, Claude Turmes est reconduit dans le gouvernement comme ministre de l’Aménagement du territoire et de l’Énergie en date du 5 décembre 2018 dans le gouvernement de coalition entre le Parti démocratique (DP), le Parti ouvrier socialiste luxembourgeois (LSAP) et Les Verts (« déi gréng »). Le jour d'après, Stéphanie Empain est assermentée afin de le remplacer à la Chambre des députés dans la circonscription Nord.

### Vie privée
Stéphanie Empain est mariée, mère de deux enfants et réside à Erpeldange.